# Pic Chaussy
Der Pic Chaussy ist ein Berg der Waadtländer Voralpen im Schweizer Kanton Waadt. Der 2351 m ü. M. hohe Gipfel befindet sich auf der Grenze zwischen den Gemeinden Ormont-Dessous und Ormont-Dessus.

## Gondelbahn Les Mosses – Pic Chaussy
Im Jahr 1963 wurde eine gut vier Kilometer lange, elektrische Gondelbahn erbaut, die von Les Mosses über den Lac Lioson zur Bergstation unterhalb des Gipfels reichte und dabei einen Höhenunterschied von 857 Metern überwand. Im Winter dienten die Vierer-Gondeln zum Transport der Skifahrer, für die Pisten unterhalten wurden. Aus Sicherheitsgründen und wegen finanziellen Problemen wurde der Betrieb 1987 eingestellt. Die Stützen sowie Mittel- und Bergstation wurden nach Forderungen von Mountain Wilderness und der örtlichen Sektion des Schweizer Alpen-Clubs 2009 für 250'000 Schweizer Franken demontiert.
Zu Fuss ist der Gipfel auf der Normalroute durch die Schlucht Vers les Lacs im Schwierigkeitsgrad T3 erreichbar.